# Sansevieria longiflora
Sansevieria longiflora är en sparrisväxtart som beskrevs av John Sims. Sansevieria longiflora ingår i släktet bajonettliljor, och familjen sparrisväxter.

## Underarter
Arten delas in i följande underarter:
- S. l. fernandopoensis
- S. l. longiflora

## Bildgalleri

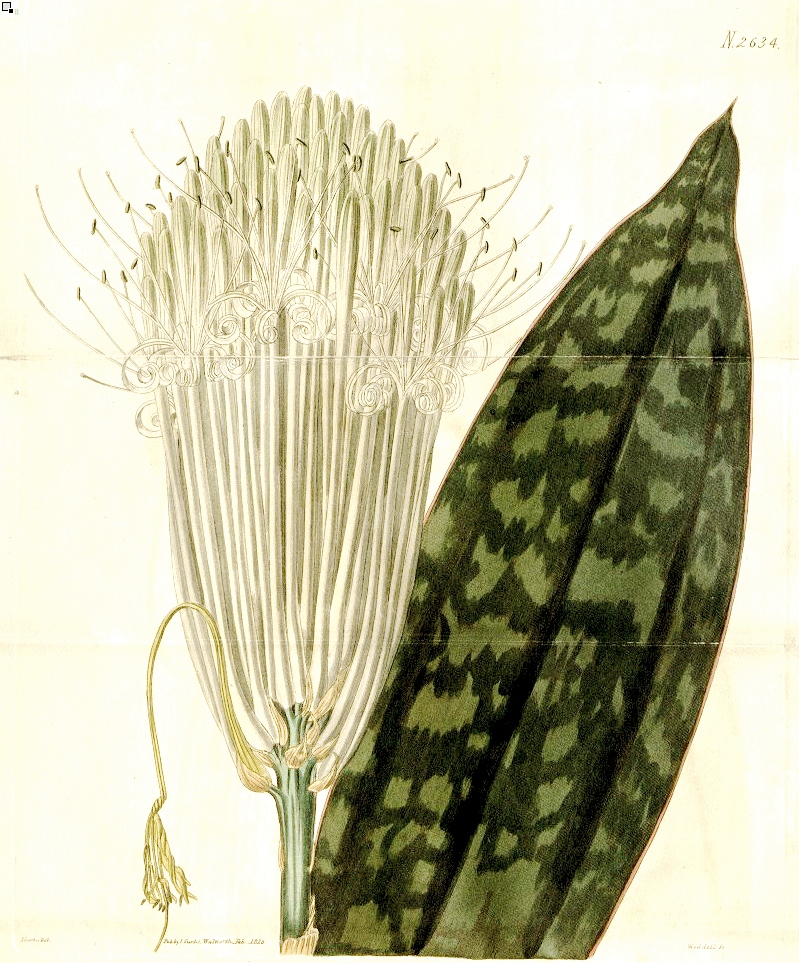